# Poon Lim
Poon Lim, née le 8 mars 1918 sur l'île de Hainan et mort le 4 janvier 1991 à Brooklyn, est un marin chinois de la marine marchande britannique.
Il est connu pour avoir survécu 133 jours seul dans l'Atlantique Sud entre 1942 et 1943,.
Lim était second maître d’hôtel de messsur le SS Benlomond, un cargo britannique torpillé par le sous-marin allemand Unterseeboot 172 le 23 novembre 1942.
Au cours du naufrage, Poon Lim réussit à monter sur un radeau en bois de 8 pieds carrés, avec quelques provisions, qu'il utilise ensuite comme moyen de survie.
Après avoir épuisé les réserves de nourriture du radeau, Lim se met à la pêche, capture des oiseaux de mer et collecte de l'eau de pluie.
Le 5 avril 1943, après 133 jours à la dérive, trois pêcheurs brésiliens viennent enfin secourir Lim alors qu'il s'approche des côtes du Brésil.
À son retour au Royaume-Uni, le roi George VI lui décerne la médaille de l'Empire britannique.
Après la Seconde Guerre mondiale, il part vivre aux États-Unis où il meurt à 72 ans.

## Naufrage
En 1942, durant la Seconde guerre mondiale, Lim est second intendant sur le navire marchand britannique SS Benlomond. Ce dernier est parti de Suez et doit rejoindre la ville de New York.
A bord du cargo, les officiers du navire sont britanniques, mais la majorité de l'équipage est chinois. Le cargo dispose d'équipements défensifs mais doit effectuer son voyage sans escorte, ce qui le laisse vulnérable aux attaques des sous-marins allemands.
Le 23 novembre 1942, alors que le navire a quitté le port de Cape Town en Afrique du sud afin de rejoindre Paramaribo au Suriname, le sous-marin allemand U-172 l'intercepte et lui envoie deux torpilles à environ 400 km au nord de la côte brésilienne.
Lim, qui se trouve dans sa cabine, prend son gilet de sauvetage et se rend à son poste, où deux officiers et un marin tentent de mettre à l'eau l'un des canots de sauvetage. Ils soulèvent le canot des cales et sont sur le point de le descendre, lorsque Lim est emporté par-dessus bord. Environ deux minutes après avoir été touché, le navire coule et Lim est entraîné sous l'eau. Lorsqu'il refait surface, Lim ne trouve que quelques planches flottantes, dont une qu'il utilise pour flotter plus facilement.
Peu après, Lim est repéré par l'équipage allemand du U-172 mais au lieu de venir le secourir, les  Allemands se moquent de lui et lui font signe de s'éloigner.
Après deux heures dans l'eau, Lim aperçoit un radeau de sauvetage en bois dans lequel il monte. Au loin, il aperçoit un autre radeau, transportant quatre ou cinq hommes qui lui font signe. Lim pense qu'il s'agit probablement de certains artilleurs du navire. Malheureusement il ne trouve aucun moyen de rapprocher son radeau, et les deux radeaux s'éloignent l'un de l'autre.

## Survie
Désormais seul et perdu en mer, Lim peut cependant compter sur les provisions se trouvant à bord de son radeau pour se nourrir. Ce dernier contient un bidon d'eau douce de 10 gallons impériaux, six boîtes de biscuits de mer, 2 livres (0,9 kg) de chocolat, dix bouteilles de pemmican, cinq bouteilles de lait concentré, une bouteille de jus de citron vert et une lampe de poche pour pouvoir se signaler à d'éventuels navires croisant au large ,

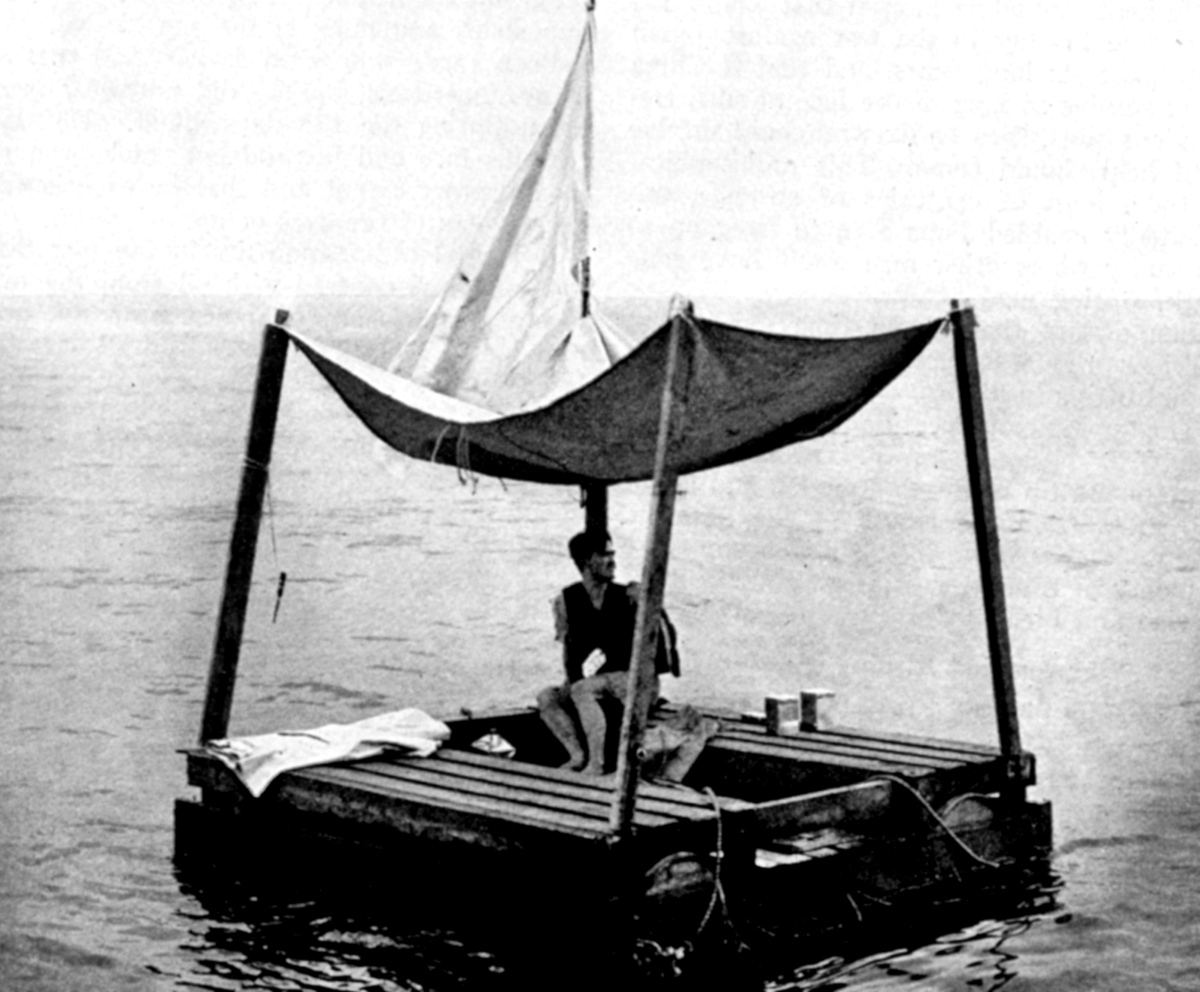
Poon Lim sur son radeau, lors d'une reconstitution pour l'entraînement de survie de la marine américaine

Au début, Lim survit en buvant de l'eau et en mangeant de la nourriture sur le radeau, puis il se met à pêcher, à attraper des oiseaux de mer et à recueillir de l'eau de pluie dans un gilet de sauvetage en toile. Ne sachant pas bien nager, il attache souvent une corde du bateau à son poignet au cas où il tomberait à la mer. Pour pêcher, il prend un ressort de la lampe de poche et le transforme en hameçon. Il déroule ensuite une corde de chanvre, fabrique une ligne de pêche, et écrase des morceaux de biscuit de mer pour fabriquer un appât. Il retire également un clou des planches du radeau en bois afin de fabriquer un hameçon plus solide. Lorsqu'il attrape un petit poisson, il l'utilise comme appât pour attraper des poissons plus gros.
Pour découper plus facilement les poissons, il se confectionne un couteau de fortune à partir d'un morceau d'une boîte de pemmican.
Lorsque les mouettes s'installent sur son radeau, il les attrape et les tue. Il fait ensuite tremper leur viande dans de l'eau de mer pour la saler, puis la fait sécher sur le pont pour en faire du jerky (variété de viande séchée).
Lors du naufrage, Lim avait perdu tous ses vêtements sauf sa chemise et son gilet. Il se confectionne alors une jupe à partir d'un sac en toile de jute qui avait contenu la bouteille de jus de citron vert.
Le radeau était également équipé de quatre poteaux et d'une bâche en toile qu'il avait gréée comme auvent. Cela permet à Lim de se protéger du soleil et de capter l'eau de pluie.
Quelquefois Lim aperçoit des cargos au large mais ceux-ci ne lui portent pas secours malgré ces appels à l'aide en anglais. Pour expliquer ces refus, Lim avance plusieurs hypothèses. Vu qu'il est asiatique, il suppose que les équipages ne l'ont pas sauvé, croyant à tort qu'il s'agissait d'un marin japonais en détresse. Une autre explication est que les allemands étaient réputés pour avoir l'habitude d'utiliser un « survivant » sur un radeau comme piège afin de forcer un navire de sauvetage à s'arrêter, et en faire ainsi une cible facile à couler.

## Sauvetage

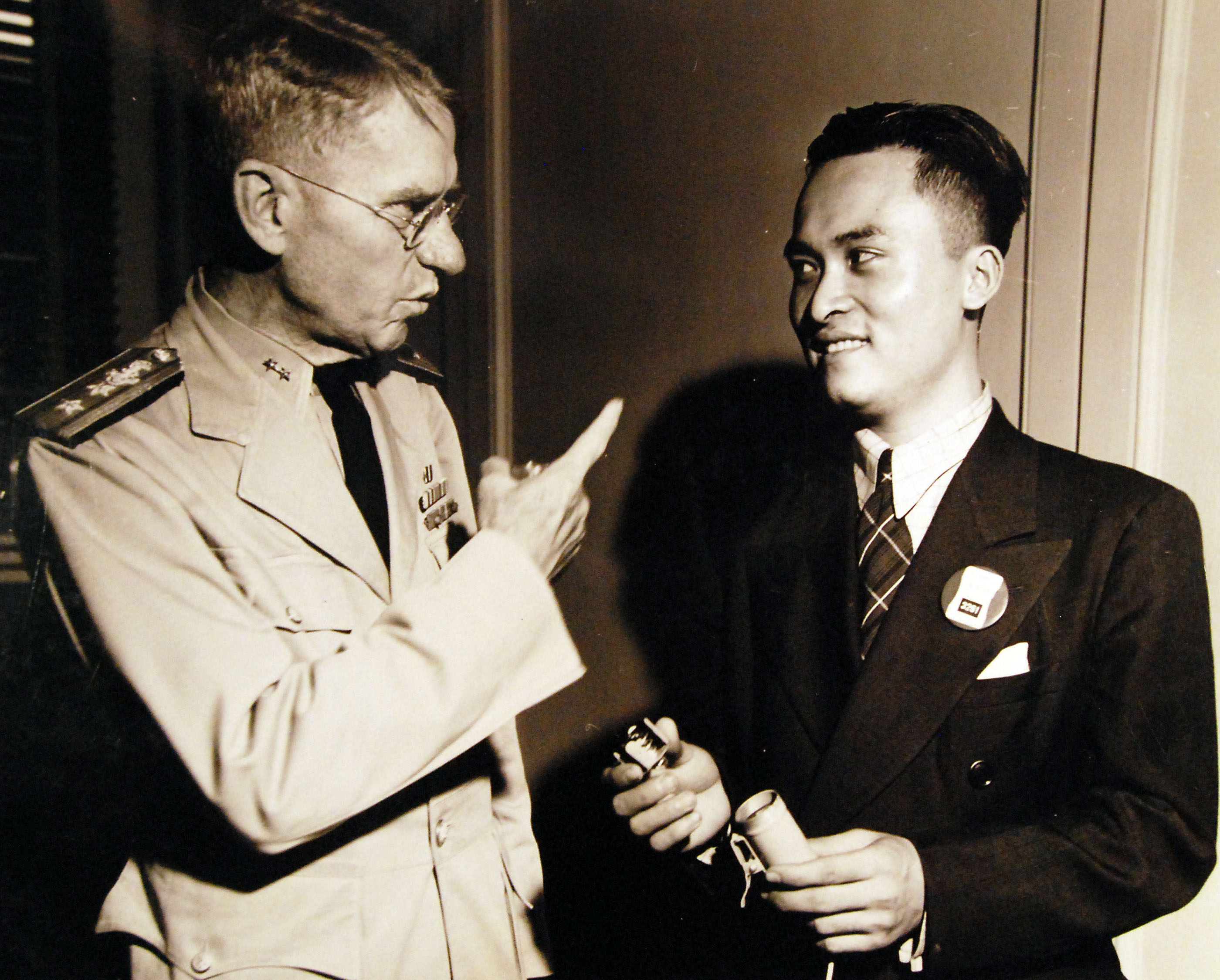
Poon Lim après son sauvetage, en conversation avec le contre-amiral Julius A. Furer

En avril 1943, Lim se rend compte qu’il approche de la terre, car la couleur de la mer n’est plus teintée d'un bleu océan profond. Il dérive vers l'ouest sur environ 750 milles (1 207,008 km). Le 5 avril, trois pêcheurs brésiliens viennent le secourir, à environ 16 km au large de la côte du Pará, à l'est de Salinas. Il apprend alors qu'il est le seul survivant de navire Benlomond. Son capitaine John Maul est mort, ainsi que 43 de ses officiers et hommes, ainsi que ses huit artilleurs.
Durant son périple, Lim aurait perdu 20 livres (9 kg) en poids. Lors de son sauvetage, il est si faible que ses sauveteurs doivent le soulever de son radeau. Dans les jours suivants, Lim mange avec appétit et reprend des forces, si bien que lorsque les pêcheurs le débarquent à Belém, trois jours plus tard, il est à nouveau capable de marcher, bien qu'encore faible.
Le 10 avril, le consul britannique à Pará télégraphie un rapport au ministère des Transports de guerre à Londres, demandant confirmation de la perte du Benlomond. Après deux semaines dans un hôpital brésilien, Lim se sent suffisamment en forme pour voyager. Le consul organise alors son retour en Grande-Bretagne via Miami et New York.

## Dernières années
Lors d'une cérémonie à New York au Seamen's Church Institute de New York et du New Jersey le 16 juillet 1943, le consul britannique par intérim déclare à Lim que le roi George VI va lui décerner la médaille de l'Empire britannique. La citation stipule que « Poon Lim a fait preuve d'un courage, d'une force d'âme et d'une ingéniosité exceptionnels pour surmonter les énormes difficultés auxquelles il fut confronté au cours du long et dangereux voyage sur le radeau ». Lors de la même cérémonie, la compagnie Ben Line offre à Lim une montre-bracelet en or.
Après avoir été hospitalisé pendant 35 jours, Lim quitte le Brésil en avion pour Miami puis New York. Il finit par obtenir un emploi chez Curtiss-Wright dans le New Jersey, où il travaille jusqu'à la fin de la Seconde Guerre mondiale en 1945, avec la fermeture de l'usine. Lorsque l'usine ferme, il retourne dans la marine et devient messman pour la compagnie maritime United States Lines pour laquelle il travaille en tant que chef steward jusqu'à sa retraite en 1983.
Après la guerre, Lim souhaite émigrer aux États-Unis, mais le quota d’immigrants chinois est alors déjà atteint. Cependant, en raison de sa renommée et de l'aide du sénateur Warren Magnuson, il reçoit une dispense spéciale et obtient finalement la citoyenneté en 1952,.
Après être devenu citoyen américain, il lui est cependant interdit de revenir dans son pays d'origine, car les voyages vers l'actuelle République populaire de Chine ne sont pas autorisés. Il doit donc demander à ses parents de se rendre à Hong Kong pour lui rendre visite.
Lim se marie ensuite avec la fille d'un de ses anciens camarades de bord qui a servi sur le SS Tanda en 1952. Ensemble, ils ont trois filles et un fils.
Lim postule en parallèle pour rejoindre la marine américaine mais sa demande est refusée parce qu'il a les pieds plats,.
Lorsqu'on raconte plus tard à Lim que personne n'a survécu plus longtemps que lui sur un radeau en mer, Lim répond : « J'espère que personne n'aura jamais à battre ce record ».
Depuis l'exploit de Lim, d'autres marins ont cependant réussi à vivre encore plus longtemps en étant perdus en mer : trois marins mexicains ont ainsi dérivé pendant 10 mois de 2005 à 2006 dans l'océan Pacifique à bord d'un radeau de sauvetage.
L'écrivain Alfred Bester déclara plus tard que l'exploit de Lim lui avait servi d'inspiration pour Terminus, les étoiles, un roman qui s'ouvre sur l'histoire d'un homme échoué dans l'espace.
Lim meurt à Brooklyn le 4 janvier 1991, à l'âge de 72 ans.